# Hadiboh
Hadiboh (arapski: حاديبو), nekoć zvan Tamrida je obalni grad na sjeveru otoka Sokotra na jugo istoku Jemena. Grad se prostire na obroncima planine Jabal al-Jahir. Hadiboh je upravno središte jednog (istočnog) od dva upravna okruga na otoku Sokotra.
Grad ima 8545 stanovnika (popis iz 2004.)
Hadiboh kao i cijela Sokotra pripada muhafazi Hadramaut, nekoć je bio dio udaljene muhafaze Adan. Žitelji Hadiboha se i danas većinom bave poljoprivredom i stočarstvom, uzgajaju koze i krave, a intenzivno se bave i ribolovom.
Hadiboh nema nikakve termo elektrane, kao ni cijeli otok Sokotra, tako da električnu energiju proizvode manji generatori. Tako da zapravo između 5  - 21 h (po danu) uopće nema struje. Grad ima tri manja hotela u kojem odsjedaju sve brojniji turisti zbog bogatska biorazličitosti koju Sokotra ima. Zbog toga je otok stavljen pod zaštitu UNESC-a u lipnju 2008. godine.

## Povijest grada
Otok Sokotra je vrlo izoliran i nepristupačan otok u Indijskom oceanu, na koji se stanovništvo iz Arapskog poluotoka i Afrike u više valova tijekom stoljeća doseljevalo.
Korijeni Hadiboha sežu u 1. stoljeće pr. Kr., kad se naselje zvalo Panara Tamara, i bilo glavno mjesto otoka Panchia, kako se tad otok Sokotra zvao. Nakon toga je naselje Suk (Šik na lokalnom sokotranskom jeziku) postao je glavno otočko mjesto, i najvažnija luka sve do kraja 15. stoljeća. Na početku 16. stoljeća otok Sokotra podpao je pod vlast Sultana od Mahre, od tad je Hadiboh ponovno dobio na važnosti. Od tog vremena Hadiboh se zvao Tamarida, sve do kraja britanskog protektorata 1967. od tad se ponovno zove Hadiboh. 
Hadiboh je bio glavni grad Sokotre do 1999., tada je otok administrativno podijeljen na dva okruga: Istočni okrug (Mudirija šarkija) s Hadiboh kao glavnim gradom, i Zapadni okrug (Mudirija garbija) s Kalansijahom kao glavnim gradom. 

## Promet
U srpnju 1999. otvorena je nova zračna luka otoka Sokotra (CAO kod OYSQ), iz te luke lete zrakoplovi za Sanu svaki dan sa slijetanjem u Mukkali, te jedanput tjedno za Aden. Zračna luka udaljena je 12 km od Hadiboha.

## Vanjske poveznice
- Serge D.Elie: From Peripheral Village to Emerging City, sa stranica Nous adhérons à Revues.org  Arhivirana inačica izvorne stranice od 9. svibnja 2008. (Wayback Machine)